# كليف سنكلير
كليف سنكلير (بالإنجليزية: Clive Sinclair)‏ (و. 1940  م) هو رائد أعمال، ومهندس، ومخترِع، وعالم حاسوب بريطاني، ولد في سري.

## التعليم
تعلم في مدرسة هايغيت ‏.

## وصلات خارجية
- كليف سنكلير على موقع IMDb (الإنجليزية)
- كليف سنكلير على موقع إن إن دي بي (الإنجليزية)
- كليف سنكلير في قاعدة بيانات الأفلام على الإنترنت